# Ministério do Comércio Externo (Portugal)
O Ministério do Comércio Externo foi a designação de um departamento dos IV, V e VI Governos Provisórios de Portugal.

## Ministros
Os titulares do cargo de ministro do Comércio Externo foram:
| Período     | Ministro            | Governo               |
| ----------- | ------------------- | --------------------- |
| 1975        | José da Silva Lopes | IV Governo Provisório |
| 1975        | Domingos Lopes      | V Governo Provisório  |
| 1975 – 1976 | Jorge Campinos      | VI Governo Provisório |